# وولورث بربور
وولورث «وولي» بربور (بالإنجليزية: Walworth "Wally" Barbour)‏ (وُلد في 4 يونيو 1908 - تُوفي في 21 يوليو 1982) كان سفير الولايات المتحدة لدى إسرائيل من 1961 إلى 1973.

## سيرة ذاتية
بعد تخرجه من جامعة هارفارد، كان بربور واحداً من أطول الدبلوماسيين الأمريكيين في منصب خارجي. في عام 1961 تم تعيين بربور كسفير لدى إسرائيل من قبل الرئيس جون كنيدي. وبقي في هذا المنصب خلال رئاسة ليندون جونسون، كما عُيِّن كسفير لدى الاتحاد السوفياتي من قبل ريتشارد نيكسون.
كان يُعتبر دبلوماسياً حساساً لاحتياجات إسرائيل. في حفل عشاء على شرفه، قالت رئيسة الوزراء الإسرائيلية غولدا مائير عن بربور «ليس هناك صفقة أكبر من وجود مجتمع صداقة أمريكي-إسرائيلي عندما يكون لديك أصدقاء مثل نيكسون في البيت الأبيض وولي في إسرائيل».
كان سفير إسرائيل خلال حرب الأيام الستة وحادثة يو اس اس ليبرتي، التي تعرضت فيها سفينة أبحاث تقنية أمريكية للهجوم بالخطأ عوض سفينة مصرية.
وكان أيضاً دبلوماسياً في اليونان وبلغاريا وإيطاليا والعراق ومصر، وفي أوائل الخمسينيات كان مستشاراً لسفارة الولايات المتحدة في موسكو. تقاعد من الخدمة الخارجية بعد أن غادر إسرائيل في عام 1973.
سُمِّيت مدرسة وولورث بربور الأمريكية الدولية في إسرائيل (WBAIS) في حتى يهوذا، إسرائيل، ومركز للشباب في تل أبيب من بعده.

## قراءة معمقة
- The Attack on the Liberty: The Untold Story of Israel's Deadly 1967 Assault on a U.S. Spy Ship.[4]
- The Six-Day War and Israeli Self-Defense: Questioning the Legal Basis for Preventive War.[5]